# Mine Mark 24
Pour les articles homonymes, voir Fido.
La mine Mark 24 (également connue sous le nom de FIDO ou Fido) est une arme de guerre anti-sous-marine larguée par voie aérienne incorporant un système de guidage acoustique passif et une intégration de torpilles, utilisée par les forces américaines, britanniques et canadiennes pendant la Seconde Guerre mondiale. Elle est entrée en service en mars 1943 et est restée en service dans la marine américaine jusqu'en 1948. Sur les 4 000 torpilles, 340 ont été déployées pendant la guerre : 204 torpilles lancées contre des cibles sous-marines, 37 sous-marins de l'Axe coulés et 18 autres endommagés. Le nom trompeur de « mine Mark 24 » est délibérément choisi à des fins de sécurité, pour dissimuler la véritable nature de l'arme.

## Contexte
Le concept d'une torpille « se dirigeant » vers sa cible avait été étudié par les concepteurs de torpilles dès la Première Guerre mondiale. D'un concept intéressant, la mise en œuvre a dû attendre une meilleure compréhension de la physique, de la génération et de la transmission du son dans la mer et le développement de la technologie à partir de laquelle une telle torpille pourrait être conçue et construite. Pendant la Seconde Guerre mondiale, les sous-marins allemands étaient équipés de torpilles acoustiques à guidage électrique dont le développement avait commencé dès 1933. Les torpilles Falke T-4 et Zaunkönig T-5 entrées en service en 1943 étaient conçues pour attaquer les navires de surface et opéraient à une profondeur prédéfinie. Une torpille similaire (MK 28) entra en service au sein des sous-marins américains en 1944.
Bien qu'efficace contre les navires de surface, la MK 28 était d'une utilité limitée contre les sous-marins, en raison de son incapacité à suivre et à s'adapter aux changements de profondeur et d'azimut. La conception de la Fido lui a permis de répondre aux spécifications de taille, de poids et de lancement aérien associées à l'entrée d'eau par largage aérien, en plus de remédier aux lacunes des systèmes de suivi et de contrôle des torpilles antérieurs.

## Développement

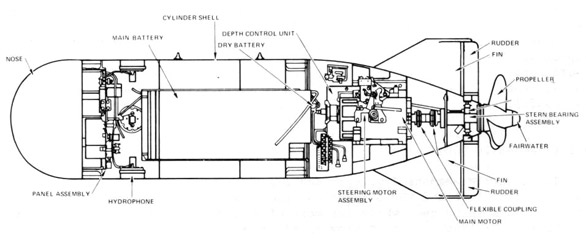
Schéma de la mine Mark 24.

La marine américaine débuta des études sur une torpille anti-sous-marine larguée à l'automne 1941. Sur la base d'un ensemble formel d'exigences, la Harvard Underwater Sound Lab (HUSL) et Bell Telephone Labs commencèrent son développement en décembre 1941. Ces projets devinrent ensuite le projet 61 du Bureau de la recherche scientifique et du développement (FIDO).
Les laboratoires Bell et HUSL procédèrent au développement parallèle de torpilles, avec un échange complet d'informations en collaboration. Western Electric devait développer une batterie au plomb de 48 volts légère et résistante aux chocs capable de fournir 110 ampères pendant 15 minutes. General Electric devait concevoir et fabriquer des moteurs de propulsion et de direction et étudier un système de guidage acoustique actif. David Taylor Model Basin (en) devait aider à l'hydrodynamique et à la propulsion.
Le système de guidage se composait de quatre hydrophones placés autour de la section médiane de la torpille, connectés à un réseau de traitement du son basé sur un tube à vide. Une navigation proportionnelle Bell Labs et un système de direction non proportionnel HUSL avaient été démontrés en juillet 1942.
La Mark 13 existante a fourni le corps de la torpille, qui fut modifiée en raccourcissant la coque, en réduisant le diamètre, en réduisant le poids et en concevant une section de nez hémisphérique pour transporter la charge explosive, et une section de queue conique avec quatre ailettes stabilisatrices et gouvernails et une seule hélice. L'effet de ces modifications était de produire une torpille relativement courte et « grosse ».
En juin 1942, la marine américaine mit la torpille en production, même s'il restait encore d'importants travaux de test sur le projet, y compris des tests de largage aérien. La version Bell Labs du système de guidage fut sélectionnée pour la production, avec prise d'origine proportionnelle. Les essais des prototypes de pré-production se sont poursuivis jusqu'en décembre 1942 et l'US Navy reçut les premiers modèles de production en mars 1943.
Au départ, 10 000 torpilles furent commandées pour un coût 1 800 $ chacune, mais la FIDO s'avéra si efficace que la commande fut réduite à 4 000.

## Description
À l'entrée de l'eau, FIDO effectue une recherche circulaire à une profondeur prédéterminée contrôlée par un système de soufflet et de pendule. Cela continu jusqu'à ce que le signal acoustique de 24 kHz de la cible potentielle détecté par les hydrophones dépassa un niveau de seuil prédéterminé, auquel cas le contrôle est ensuite déplacé vers le système de guidage proportionnel acoustique passif. Initialement, les torpilles étaient réglées pour rechercher une cible à une profondeur de 50 pieds (15 m), changé ultérieurement à 150 pieds (45 m). Pour empêcher toute attaque accidentelle des navires de surface, la torpille reprend sa recherche circulaire si elle s'élève au-dessus d'une profondeur de 40 pieds (12 m).
La vitesse relativement faible de la torpille fut gardée secrète car, bien que les sous-marins ne puissent pas distancer la torpille en immersion, ils pouvaient la distancer en surface.

## Historique

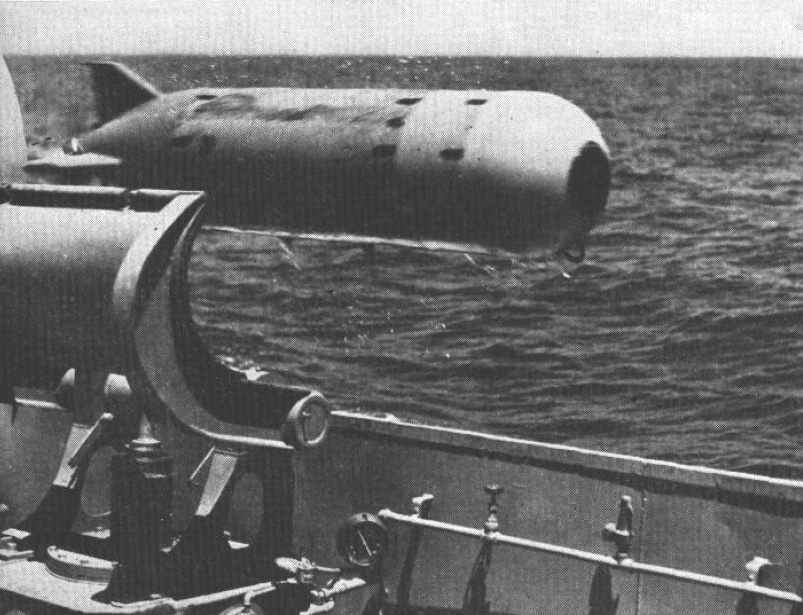
Mise à feu d'une Fido à bord d'un navire pendant la Seconde Guerre mondiale.

Le 14 mai 1943, un Catalina de l'US Navy attaqua et détruisit un U-boot ; soit U-657 ou U-640. Le 13 mai, un Liberator B/86 du Coastal Command de la RAF attaqua l'U-456 avec une FIDO, mais celui-ci ne sera qu'endommagé, avant de sombrer le lendemain à cause des dommages subis. L'un de ces navires fut le premier U-boot à être coulé par une FIDO. Au cours de sa carrière, celle-ci coula un total de 37 sous-marins, atteignant une efficacité d'environ 18%, contre 9,5% pour les avions attaquant par grenadage ASM.
L'étude n° 289 de l'US Navy OEG du 12 août 1946 fournit les données suivantes relatives à l'efficacité de la Mark 24 :
| Nombre d'attaques au cours desquelles des FIDO ont été lancés                   | 264 |
| Nombre total de FIDO lancées — toutes cibles                                    | 340 |
| Nombre de FIDO lancés contre des sous-marins                                    | 204 |
| Nombre d'attaques à la FIDO contre des sous-marins par des avions américains    | 142 |
| Nombre d'attaques à la FIDO par des avions alliés (principalement britanniques) | 62  |
| Nombre de sous-marins allemands coulés par la FIDO                              | 31  |
| Nombre de sous-marins allemands endommagés par la FIDO                          | 15  |
| Nombre de sous-marins japonais coulés par la FIDO                               | 6   |
| Nombre de sous-marins japonais endommagés par la FIDO                           | 3   |
| Nombre total de sous-marins coulés par la FIDO (allemand et japonais)           | 37  |
| Nombre total de sous-marins endommagés par la FIDO                              | 18  |

## Caractéristiques générales
- Diamètre : 19 pouces (48 cm).
- Longueur : 84 pouces (2,13 mètres).
- Poids : 680 livres (308 kg).
- Ogive : 92 livres (41,7 kg) Explosif puissant HBX.
- Propulsion : 5 ch (3,7 kW) moteur électrique entraînant une seule hélice, alimenté par une batterie au plomb de 48 volts.
- Vitesse et endurance : 12 nœuds pendant 10 minutes, pour une autonomie d'environ 3 700 m.
- Système autoguidé : 4 hydrophones piézoélectriques fonctionnant à 24 kHz et système de traitement du signal à tube à vide avec pilotage proportionnel.
- Altitude maximale de chute / dénivelé : 200 à 300 pieds (60 m à 90 m).
- Vitesse maximale de lancement de l'avion : 120 nœuds (220 km/h).

## Variantes
- La torpille Mark 27 (Cutie) fut développée pour une utilisation sous-marine contre les navires de surface, servant dans la guerre du Pacifique à partir de l'été 1944. Le capitaine de corvette Carter L. Bennett du Sea Owl remporta le premier succès au combat avec la Mark 27, endommageant un patrouilleur japonais dans la mer Jaune en novembre[6].

### Sources
- http://uboat.net/allies/technical/fido.htm
- « US Navy Torpedoes (part four) », sur Internet Archive (consulté le 31 décembre 2023)
- Blair, Clay, Jr. Hitler's U-Boat War: The Hunters, 1939-1942.  (ISBN 0-679-64032-0)
- Blair, Clay, Jr. Silent Victory. Bantam, 1976.
- Paul Kemp : U-Boats Destroyed (1997)  (ISBN 1-85409-515-3)
- Axel Niestle : German U-Boat Losses during World War II (1998)  (ISBN 1-85367-352-8)